# 析字
析字是一種修辭的方法。是根據文字的形、音、義加以分析，利用兩字之間相同的部分進行推衍或替代的一種修辭技巧。依其應用的面向不同，可以概分為「化形」、「諧音」、「衍義」三大類，在有些例子之中，三類析字技巧可以結合起來運用。
析字格在古典文學作品中就已相當多，包括古典詩詞、聯語、笑話、謎語、歇後語、讖緯中皆可看到應用的例子。在使用時，必須注意趣味性，避免過於牽強的比附，或成為無謂的文字遊戲。

## 概說
一個文字，為了辨識而有特定的圖形符號，即「形體」；為了紀錄語言而有對應的「聲音」；為了表達心意而有一定的「意義」。在口語或書面上，就文字的形、音、義三要素加以分析，看到別的字有其中一項與本字有相合或相連之處，即借來替代或推衍的方法，就叫做「析字」。應用析字格，可以使語言更具趣味性。

## 分類
析字格中，變化字形的析字稱為「化形析字」；利用同音字或是兩個字反切關係加以引申的，稱為「諧音析字」；利用字與字之間意義相近或相反加以聯想、牽附的，稱為「衍義」析字。分述如下：

### 化形析字
化形析字可分為「離合」、「增損」、「借形」三類。

#### 離合
漢字之中有依類象形的「文」，包括六書中的象形、指事；有形聲相益的「字」，包括形聲與會意。前者為獨體，後者為合體，將合體的字離析，或是將獨體加以合併的，是為「離合」。如《後漢書．五行志》中記載「千里草，何青青；十日卜，不得生。」，即是將「千、里、艸（草）」三字合為「董」，「十日卜」三字合為「卓」，暗喻東漢末年的權臣「董卓」。
有時候離合字形時，可能借用俗體字或形近字，而未必符合文字學的規範。例如《三國志．魏延傳》中記載「角之為字，刀下用也。」，「角」字為象形字，獨體，不可拆為「刀用」，此處係依俗體字的寫法；在《謝小娥傳》中「殺我者，車中猴，門東草」，其中將「門東草（艸）」合為「蘭」字，但「蘭」字下方應為「柬」而非「東」，僅因兩字字形近似而借用。

#### 增損
將一個字的字形增添或減少一部分筆劃的析字法，稱為「增損」。如《鏡花緣》第八十六回「…王主，綽號叫做硬出頭的王大」，即是以「王」字頭上加一點（出頭）為「主」字的增損法起綽號。

#### 借形
漢字中常有一字多音、一字多義的情形，在套用古語時故意將其中一兩字改為別的音義，進而改變全句意思的，就稱為「借形」。如沈復《浮生六記》中所載，陳芸用《後赤壁賦》典語「今日之遊樂乎？」提問，沈復友人亦以《左傳．僖公三十年》典語「非夫人之力不及此」回答。但在《左傳》原文中，「夫」字應讀為陽平聲，為指示形容詞，即「此」、「彼」之義，指秦穆公。此處則讀為陰平聲，將「夫人」借作「太太」之義，指沈復的夫人陳芸。

### 諧音析字
諧音析字可分為單純諧音的「借音」，或是應用聲韻學的反切關係拼字的「合音」兩種。陳望道將應用反切的諧音析字又析為：「利用反切上用做反切的兩音的」「切腳」，以及「利用反切上順倒雙重反切的」「雙反」兩種。
諧音析字與雙關修辭中的「諧音雙關」，因為都有借助同音的他字來表達含義，所以很容易混淆。兩者不同之處在於：諧音析字只借取字音，而諧音雙關必須同時兼有字面上、字面後的意義，但以字面後的意義為主。

#### 借音
漢語中同音字存在的現象相當普遍，兩字字形不同，但因音相近而借用的，叫做「借音」。例如歇後語「姓鄭的嫁給姓何的－正合適（鄭何氏）」。

#### 合音
反切是從東漢開始使用的漢字注音方式，是取上字的聲母與下字的韻母合為一字的音讀。應用反切法將兩個字的聲音拼合在一起成為一個字，就是合音析字。例如《鏡花緣》第十七回中，一紫衣女子說「吳郡大老倚閭滿盈」，即是以「吳郡」切「問」、「大老」切「道」、「倚閭」切「於」、「滿盈」切「盲」，暗指「問道於盲」。
如果是以兩字切兩字，即「上字聲母加下字韻母」為一字、「下字聲母加上字韻母」為另一字，叫做「雙反」。如《南史．陳後主紀》中：「或言後主名叔寶，反語為少福，亦敗反之徵也。」即是以「叔寶」切「少」、「寶叔」切「福」。

### 衍義析字
衍義析字分為牽附、演化二類。

#### 牽附
隨著話中甲字的字義，故意牽扯出乙字來的方式，就叫「牽附」。例如《紅樓夢》第二十八回中林黛玉說：「倘或明兒寶姑娘來，什麼貝姑娘來，也得罪了，事情也就大了。」句中「寶姑娘」是對薛寶釵的習稱，真有其人；而「貝姑娘」並無此人，只是依照平日「寶貝」二字常連用而牽附出來的。
在一些學者的著作中，有提出「連反」、「仿詞」兩種修辭格。其中「連反」是以詞語中的一字的反義，臨時牽扯出另一個新詞，例如由「天才」衍生出「地才」；「仿詞」則是仿用舊語，更換其中某個詞素以造出新義，兩者皆可歸於「牽附」之下。

#### 演化
若隱藏本字，需由表面字義細細推求才可得出本義的方式，稱為「演化」。古稱為「繆語」，類似《文心雕龍．諧隱》中說的「遁辭以隱意、取譬以指事」。例如《紅樓夢》第五回中的《金陵十二釵又副冊》，以「霽月難逢，彩雲易散」暗寓「晴雯」之名，就是演化法。

### 綜合析字
在有些例子之中，會同時應用兩種以上的析字法。最著名的故事為《世說新語．捷悟》中記載，曹娥碑碑背題「黃絹幼婦外孫齏臼」，就要先以衍義析字中的「演化」，將原八字代換為「色絲、少女、女子、受辛」，再以化形析字中的「離合」法，合為「絕（絶）妙好辭（辤）」四字。

## 應用

### 謎語
在字謎之中，常用「加字」、「減字」、「拆字」等技巧構成，都可視為析字法的應用。如：
- 「斧頭」射「父」（取「斧」字之頭）
- 「溪水流往鴻江去」射「鷄」（「溪」去水部為「奚」、「鴻」去「江」為「鳥」，奚鳥合為「鷄」字。）[8]

### 詩詞
古典詩詞中常用離合法，如「何處合成愁，離人心上秋。」
另外，在古詩中需對仗的 時候，有所謂「借音對」，即本字字義不相對，但應用借音析字使其相對的方法。例如唐代崔峒的五言律詩〈宿禪智寺上方演大師院〉： 「石林高幾許，金剎在中峰。白日空山梵，清霜後夜 鐘。竹窗回翠壁，苔徑入寒松。幸接無生法，疑心怯所從。」其中頷聯處「白」與「清」本義不對，但「清」字借音為「青」而成為「顏色對」。

### 歇後語
歇後語中常使用借音與離合的手法，各舉一例如下：
- 借音：「紙糊的琵琶－彈（談）不得」
- 離合：「王奶奶與玉奶奶－差一點兒」[8]

## 使用原則
在應用的原則上，消極的來說，不應使用牽強附會的析字；若是應用在文學中，也最好不要是析字變成單純的文字遊戲。就積極的方面，由於拼音文字除諧音析字外，其他的析字方式較難出現，漢字的使用者可多應用析字發揮文字之特性；另外，析字常可展現民間的、口語的趣味，可以使文學作品更加平易近人。